# Nançay
Nançay je francouzská obec v departementu Cher v regionu Centre-Val de Loire. Podle sčítání v roce 2012 v ní žije 879 obyvatel. Vesnice leží 170 km jižně od Paříže v lesnaté oblasti Sologne, protéká jí řeka Rère.

## Vývoj počtu obyvatel
- 1962: 738
- 1968: 753
- 1975: 698
- 1982: 748
- 1990: 784
- 1999: 738
- 2008: 870
- 2012: 879

## Historie
První písemná zmínka o obci pod názvem Nanciacos pochází z roku 1010. Pobývala zde Jana z Arku. Místními památkami jsou zámek z 15. století a kostel Église Saint-Laurian. Spisovatel Alain-Fournier zasadil do Nançay děj své knihy Kouzelné dobrodružství. Lokální specialitou jsou sušenky zvané les sablés.
V roce 1965 byl na katastru Nançay zřízen největší francouzský radioteleskop Le radiotélescope décimétrique de Nançay (NRT), který spravuje Pařížská observatoř. Součástí areálu je také veřejnosti přístupné planetárium Pôle des Etoiles.